# CIMP
CIMP ist ein US-amerikanisches Label für Jazz und Neue Improvisationsmusik.
CIMP ist ein Akronym für Creative Improvised Music Projects und ist ein Sublabel von Cadence Jazz Records mit teilweise überlappender Ausrichtung. Das Label gründete im Jahr 1996 der langjährige Herausgeber des Cadence Magazine, Bob Rusch; seine Kinder Marc und Kara arbeiten mit ihm als Aufnahmeingenieur und Artwork-Gestalter. CIMP startete mit einer Trioaufnahme von Evan Parker, die im Juni 1995 aufgenommen wurde (The Redwood Sessions, mit Joe McPhee, Paul Lytton und Barry Guy).
In den folgenden Jahren erschienen über 300 Alben (Stand: 2004); zahlreiche US-amerikanische und europäische Improvisations- und Avantgarde Jazzmusiker veröffentlichten seitdem Musik auf CIMP. Die meisten Aufnahmen entstanden in The Spirit Room, einem Studio in Rossie, New York. 2009 und 2011 war CIMP zu Gast in Europa. Auf Einladung des Kulturforum Villach gastierten 15 Musiker des Label CIMP in Villach. 
In den 2000er Jahren schuf man das Sublabel CIMPoL (für Creative Improvised Music Projects on Location), mit Konzertmitschnitten u. a. von Joe McPhee, Gebhard Ullmann und Salim Washington.

## Künstler
Auf dem CIMP-Label erschienen beispielsweise Alben von Tom Abbs, Barry Altschul, Billy Bang, Patrick Brennan, Dave Burrell, Dominic Duval, Frode Gjerstad, Lou Grassi, David Haney, Fred Hess, Chris Kelsey, Frank Lowe, Kalaparusha Maurice McIntyre, Ivo Perelman, Odean Pope, Hugh Ragin, Herb Robertson, Perry Robinson, Roswell Rudd, Ursel Schlicht, Joseph Scianni, Sonny Simmons, Paul Smoker, Glenn Spearman, Mark Whitecage (Caged No More) und Bobby Zankel.